# BitTornado
BitTornado er en bittorrent-klient.